# Dibrivka (Kliușnîkivka), Mirhorod
Dibrivka (în ucraineană Дібрівка) este un sat în comuna Kliușnîkivka din raionul Mirhorod, regiunea Poltava, Ucraina.

## Demografie
Componența lingvistică a localității Dibrivka
     Ucraineană (99,05%)
Conform recensământului din 2001, majoritatea populației localității Dibrivka era vorbitoare de ucraineană (99,05%), existând în minoritate și vorbitori de alte limbi.